# Рыженков, Виктор Анатольевич
Ви́ктор Анато́льевич Рыженко́в (род. 25 августа 1966, Ташкент) — советский легкоатлет, специалист по прыжкам с шестом. Выступал за сборную СССР по лёгкой атлетике в конце 1980-х — начале 1990-х годов, обладатель серебряной медали чемпионата мира в помещении, призёр первенств республиканского и всесоюзного значения. Представлял город Ташкент и Вооружённые Силы. Мастер спорта СССР международного класса.

## Биография
Виктор Рыженков родился 25 августа 1966 года в Ташкенте, Узбекская ССР.
Начал заниматься лёгкой атлетикой в 1980 году, проходил подготовку под руководством тренера В. Когана, выступал за Вооружённые Силы.
Впервые заявил о себе в прыжках с шестом в сезоне 1984 года, когда на соревнованиях в Ташкенте показал результат 5,30 метра.
В 1989 году с результатом 5,65 выиграл бронзовую медаль на зимнем чемпионате СССР в Гомеле.
В 1990 году на турнире в немецком Ростоке установил свой личный рекорд в прыжках с шестом на открытом стадионе — 5,80 метра, тогда как на чемпионате СССР в Киеве вновь стал бронзовым призёром.
В 1991 году завоевал серебряные награды на зимнем чемпионате СССР в Волгограде и на чемпионате мира в помещении в Севилье — в обоих случаях уступил титулованному соотечественнику Сергею Бубке, действующему рекордсмену мира. Чуть позже на соревнованиях в Сан-Себастьяне установил личный рекорд в закрытых помещениях — 5,91 метра.
Последний раз показал значимый результат на международной арене в сезоне 1992 года, когда в Мадриде прыгнул на 5,81 метра.
За выдающиеся спортивные достижения удостоен почётного звания «Мастер спорта СССР международного класса».